# Callidula evander
Callidula evander (Stoll, 1780) è un lepidottero diurno appartenente alla famiglia Callidulidae, endemico dell'Indonesia.

## Descrizione
Si tratta di una falena eteroneura, appartenente ai Ditrysia, con un'apertura alare compresa tra 26 e 36 mm, dalle abitudini principalmente diurne; l'aspetto generale è alquanto simile a quello di un licenide.
Anche la posizione verticale delle ali a riposo ("a vela" anziché "a tetto", come di regola si osserva nelle falene) può far pensare immediatamente a una farfalla.

### Adulto

#### Capo
Il capo presenta dei "ciuffi" di scaglie piliformi gialle.
Gli occhi rivelano la presenza di minutissime setole interommatidiali; gli ocelli sono ridotti ma presenti; i chaetosemata sono invece ben sviluppati, con piccole scaglie inframmezzate alle setole sensoriali.
Nell'apparato boccale, i lobi piliferi sono presenti, come pure la spirotromba, ben sviluppata e priva di scaglie. I palpi mascellari sono ridotti, mentre quelli labiali sono trisegmentati e ascendenti, col III articolo che termina con un organo di vom Rath ben definito.
Le antenne sono filiformi e non clavate; negli esemplari essiccati, spesso l'apice risulta uncinato; il flagello è provvisto di scaglie sulla superficie dorsale e i sensilli tricoidei sono di lunghezza ridotta.

#### Torace

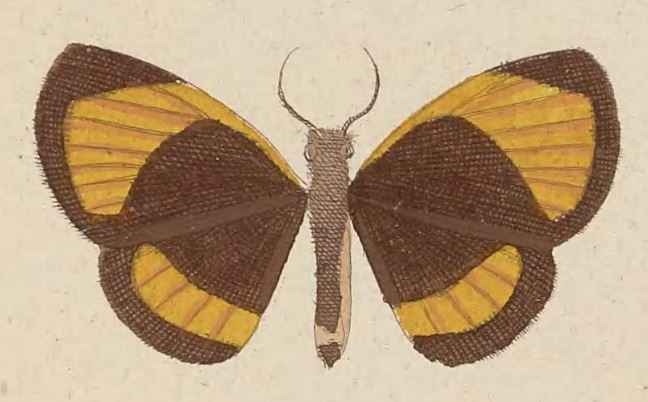
Illustrazione di Th. Kirsch (1877)

Il processo ventrale della tegula è alquanto ridotto, mentre gli anepisterni del mesotorace sono ben sviluppati. Il metascuto è diviso in due parti.
Nelle zampe, gialle ma punteggiate di marroncino, le tibie sono munite di spine; l'epifisi non è molto sviluppata e la formula degli speroni tibiali è 0-2-4; nel protarso, il IV tarsomero è munito sulla superficie ventrale di una coppia di robuste spine apicali, mentre il distitarso ne è privo; l'arolio è ben sviluppato e i pulvilli sono divisi; le unghie sono semplici, prive di dentellatura.
Nel maschio manca un retinaculum sulla subcosta, mentre il frenulum è presente in entrambi i sessi; manca una spinarea.

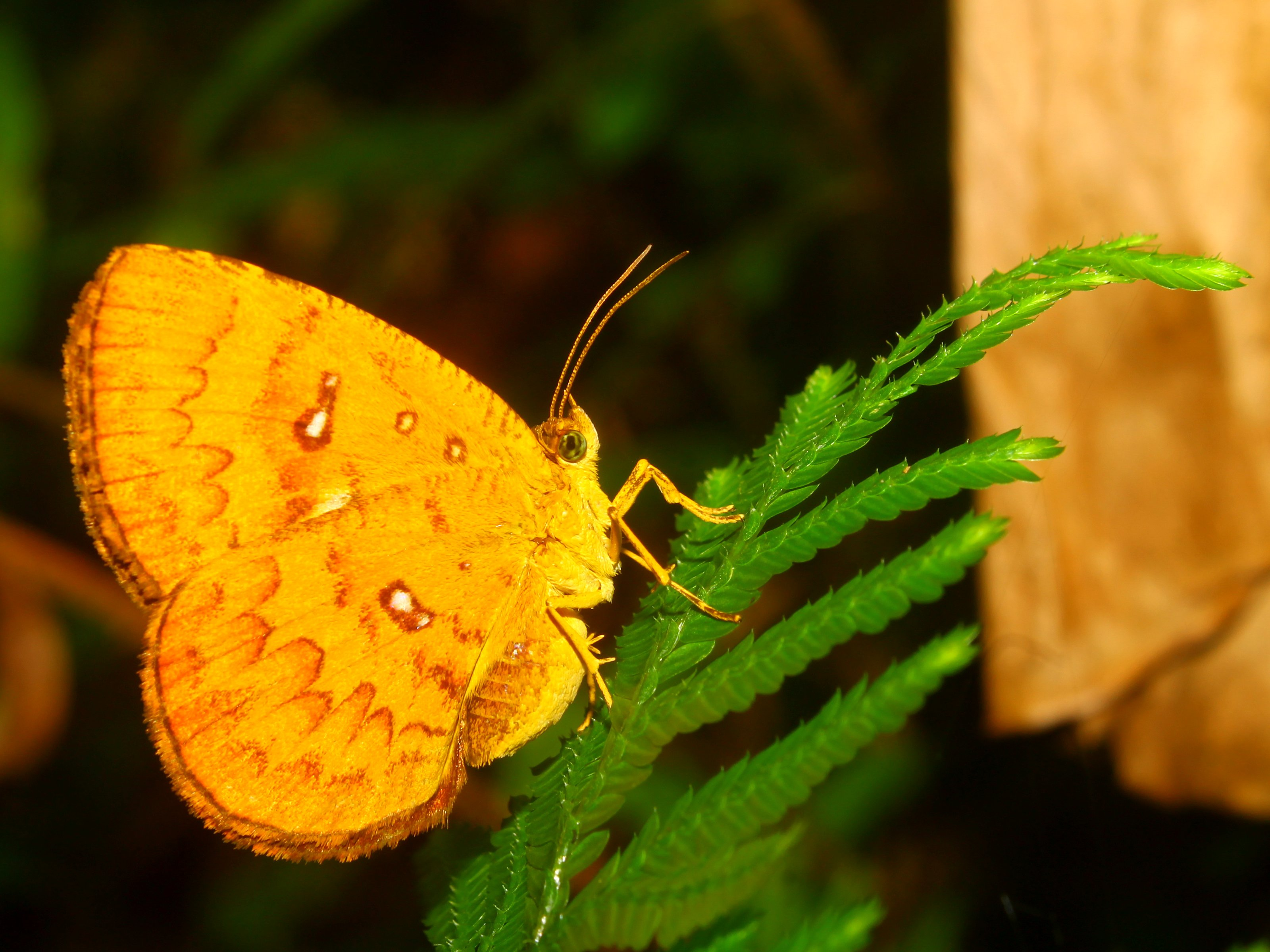
Adulto nel nord di Sulawesi

Nell'ala anteriore, R è libera; Rs2 ed Rs3 sono unite con Rs1, mentre Rs4 è libera; M e CuA sono libere; la nervatura radio-mediale (r-m) è lunga e sottile; CuP è sostituita da una piega; la cellula discale è aperta tra M1 ed M2 con quest'ultima posizionata nettamente più vicino a M3 che a M1; 1A+2A è priva di biforcazione alla base. Anche nell'ala posteriore, la cellula discale risulta aperta ed M2 è più vicina ad M3 che ad M1; non si osserva CuP.
Sulla pagina superiore dell'ala anteriore, la colorazione di fondo è un brunastro molto carico, alquanto uniforme, interrotto da una fascia di colore giallo-arancio che, iniziando molto stretta dal terzo basale della costa, prosegue grosso modo fino alla metà di quest'ultima, per poi allargarsi posteriormente ed andare ad occupare la parte distale dell'ala, pur senza mai raggiungere il termen, fino a restringersi e terminare con una punta posteriore in prossimità del tornus; ventralmente l'ala appare di una tonalità tra il giallo e l'arancio brillante, qui e là interrotta da linee più scure a forma di "U"; sono nettamente distinguibili quattro macchie discoidali bianco-giallastre, bordate di arancione scuro. L'ala posteriore riprende, sulla superficie dorsale, la colorazione di fondo dell'anteriore, ma qui la fascia giallo-ocra appare un po' più scura e ristretta, essendo posta nella zona submarginale, e andando a raggiungere il margine interno dell'ala solo dopo l'angolo anale; la superficie ventrale riprende i motivi di quella dell'ala anteriore, ma con solo due macchie discoidali bianche, quasi fuse tra loro.

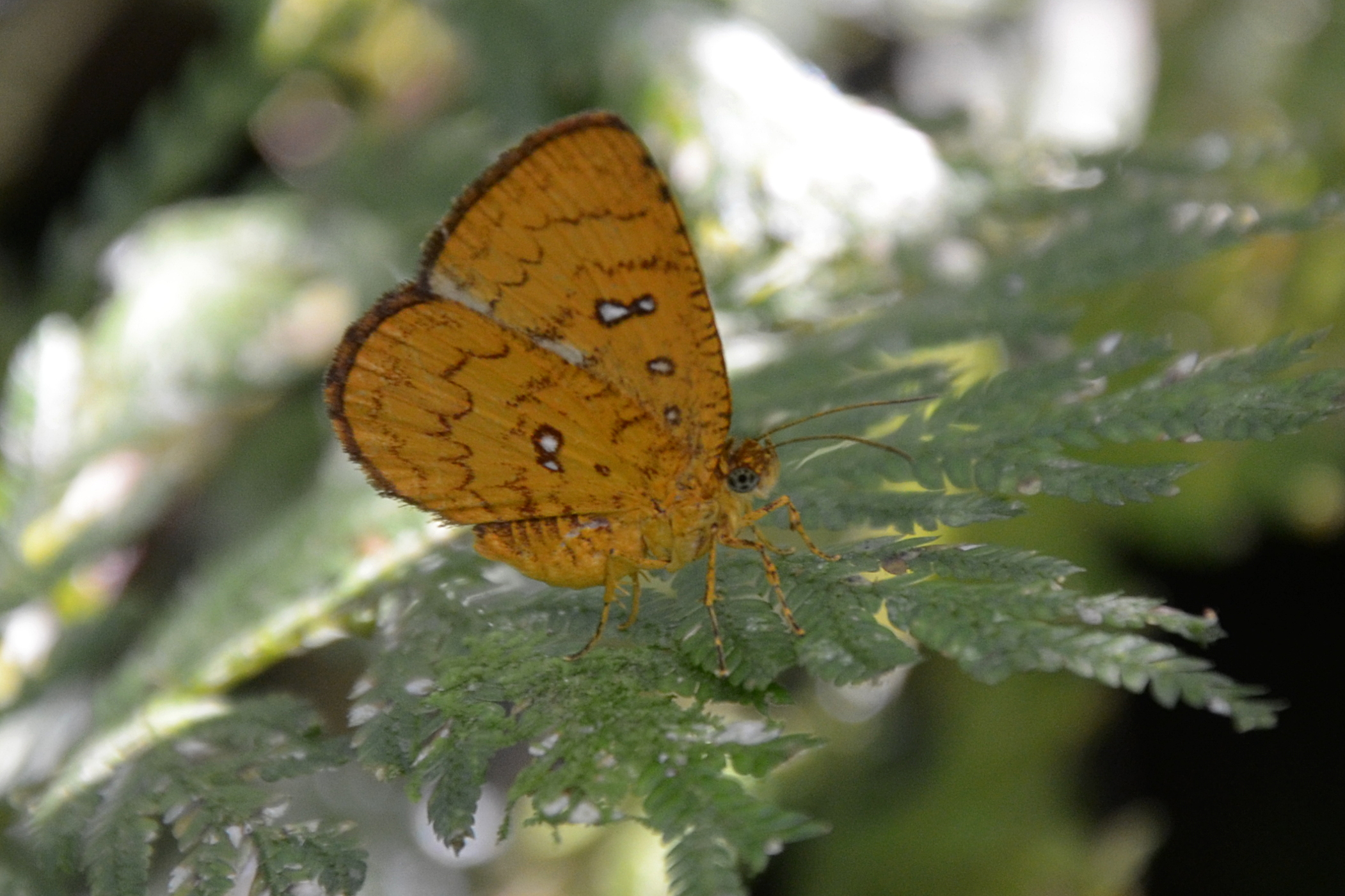
Adulto nel nord di Sulawesi

#### Addome
Nell'addome non sono presenti organi timpanici, così come nel torace; i bordi laterali del I tergite sono connessi anteriormente al II sternite attraverso uno sclerite tergosternale completo; i tergiti III-VI sono allargati; nel maschio, l'VIII sternite è ridotto a un paio di bastoncelli.
Nell'apparato genitale maschile le valve sono unite ventralmente rispetto alla juxta; non si osserva uno gnathos completo, mentre l'uncus appare ristretto nella parte distale, quasi a formare una sorta di uncino; l'edeago presenta un coecum penis.
Nel genitale femminile, l'ostium bursae è situato proprio in prossimità del margine anteriore arcuato dell'VIII sternite; le apofisi sono alquanto pronunciate; l'ovopositore appare appiattito e quadrilobato.

### Uovo
L'uovo è ellittico e lievemente appiattito.

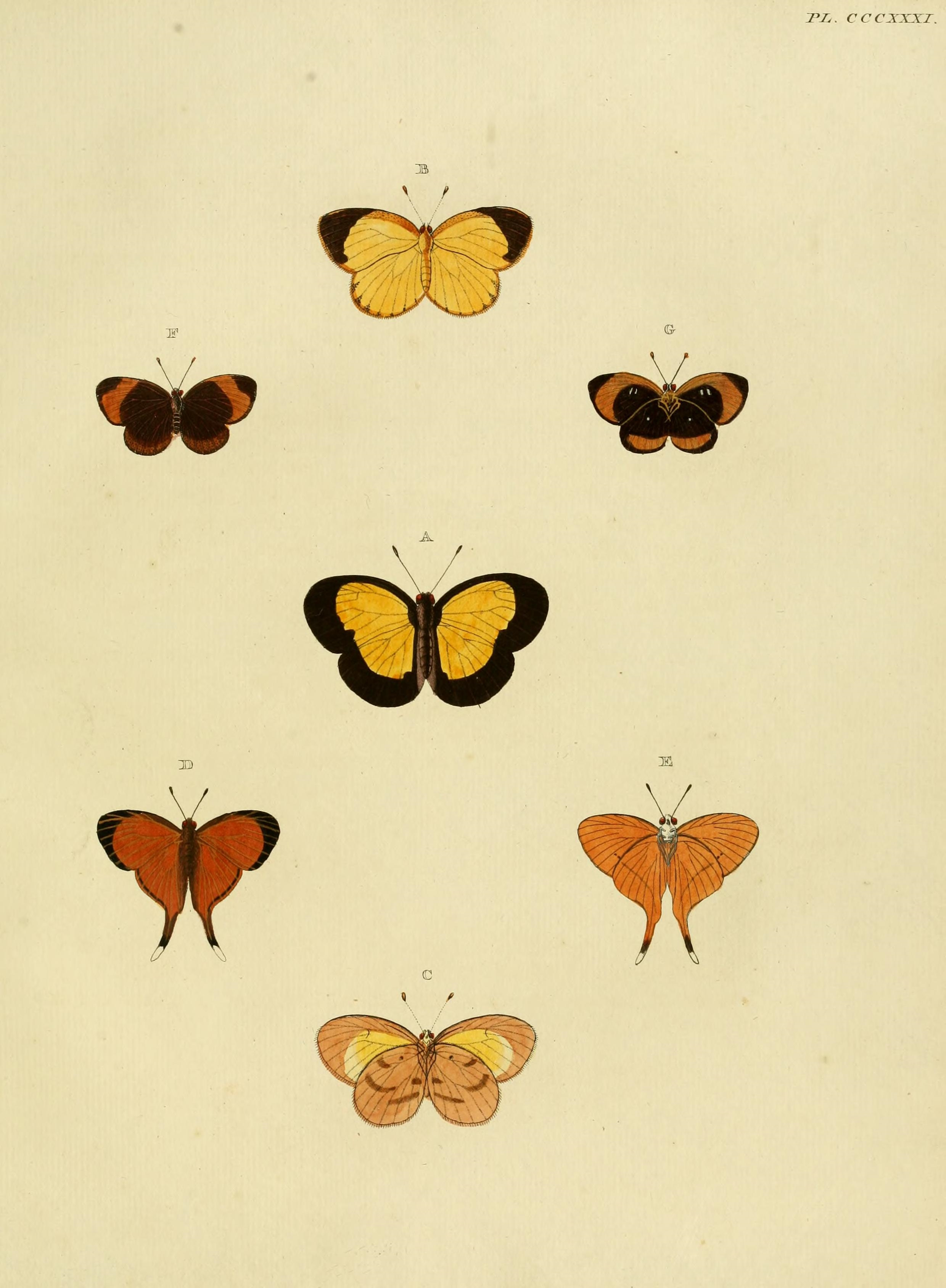
Tavola di Stoll [1780]: in F e G, recto e verso di C. evander

### Larva
Sul corpo della larva le setole primarie sono ben distribuite, ma quelle secondarie sono assenti.
Il capo è ipognato.
Nel torace, lo scudo dorsale (pronoto) è ampio, con cinque paia di setole; nel protorace, le setole laterali L sono due, mentre soltanto una setola subdorsale (SD2) è presente.
Ad ogni lato del primo segmento addominale si nota una ghiandola posta al di sotto della setola L2. Nei segmenti A1-A7 le due setole L sono distanziate una dall'altra, mentre appaiono ravvicinate in A8.
Cinque paia di corte pseudozampe sono presenti sui segmenti A3-A6 e A10, con uncini disposti a cerchio, in doppio ordine.

### Pupa
La pupa è obtecta, con i segmenti A8-A10 fusi tra loro.
Nel torace, i profemori non sono esposti, mentre il secondo paio di zampe si spinge caudalmente più avanti delle antenne.
L'addome presenta solo due segmenti mobili; sui segmenti A2-A4 si osservano dei calli ambulacrali.
Il cremaster è costituito da una decina di robuste setole ricurve.

## Biologia
Gli adulti volano durante il giorno nel sottobosco.

### Ciclo biologico
Dopo l'accoppiamento, le uova sono deposte singolarmente al margine delle foglie della pianta nutrice.
Le giovani larve arrotolano una o più foglie, fissandole con filamenti sericei, creando un riparo all'interno del quale si accrescono fino a compiuta maturazione.
L'impupamento avviene all'interno di questa struttura di protezione, da cui in seguito emergono gli adulti.

### Alimentazione
Si dispone di poche informazioni riguardo alle piante nutrici per le specie di Callidula, ma si ritiene che questi bruchi siano strettamente pteridofagi, ossia si alimentino esclusivamente di foglie di felce.

### Parassitoidismo
Non sono stati riportati fenomeni di parassitoidismo ai danni di queste larve.

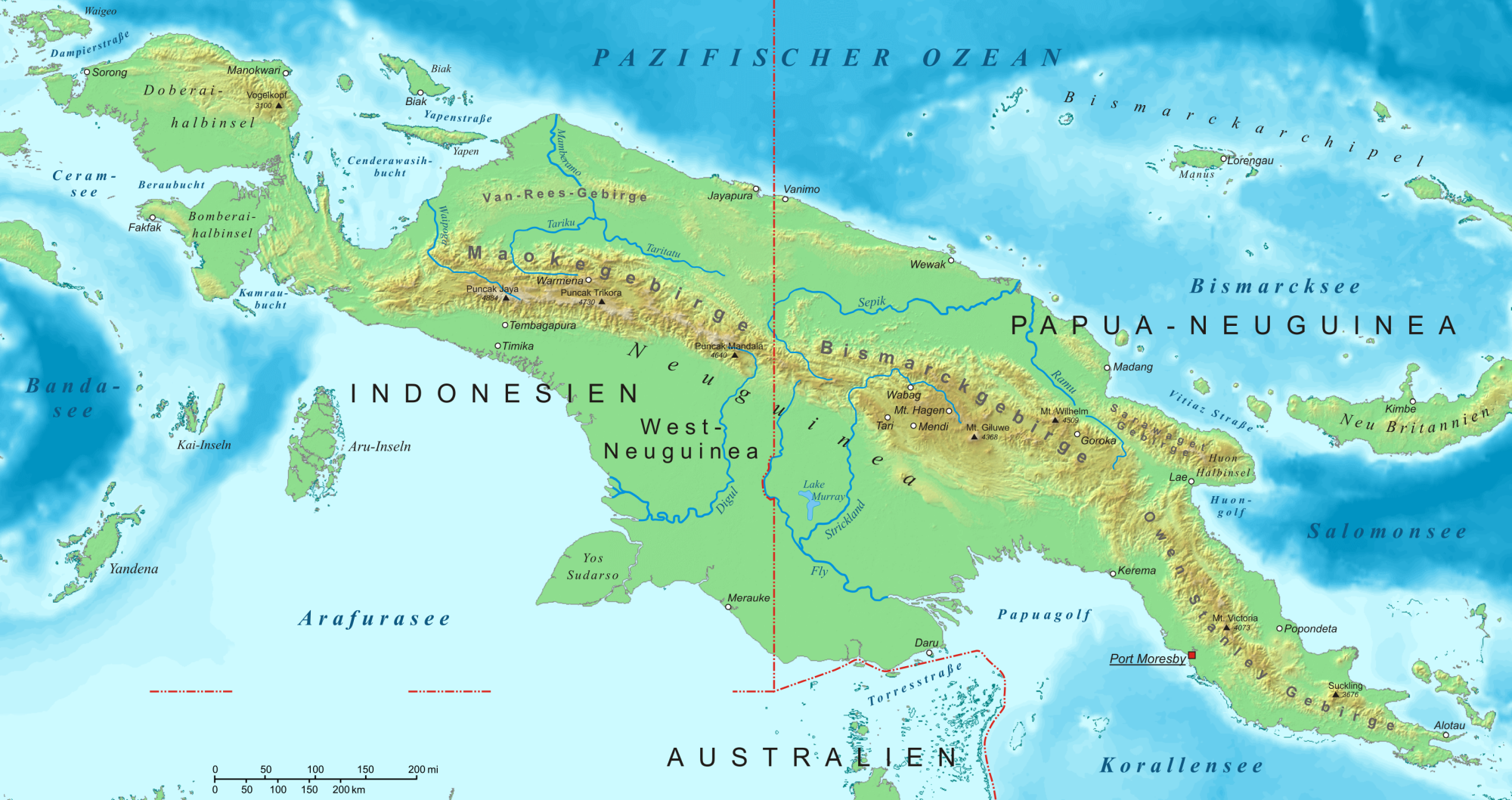
La Nuova Guinea, locus typicus della specie

## Distribuzione e habitat
La specie è endemica dell'Indonesia, e più in dettaglio è stata rinvenuta nelle seguenti isole: Molucche (Ambon, Bacan, Seram, Ternate, Gorom, isole Aru, isole Kai, isole Sula), Sulawesi, Nuova Guinea (Irian Jaya, Waigeo).
L'habitat è rappresentato dal sottobosco della foresta pluviale.

## Tassonomia
Callidula evander (Stoll, 1780) - In: Cramer, Uitl. Kapellen 4: 83, tav. 331, figg. F, G - locus typicus: costa della (Nuova?) Guinea.

### Sottospecie
Non sono state individuate sottospecie.

### Sinonimi
Sono stati riportati i seguenti sinonimi:
- Callidula evandra (Stoll, 1780); Hübner, 1819 - Verz. Schmett. 66[13]
- Cleis clavata (Pagenstecher, 1887); Kirby, 1892 - Syn. Cat. Lepid. Het. 1: 395[14]
- Cleis evander (Stoll, 1780); Butler, 1877 - Ann. Mag. N. H. (4) 19 (113): 394[15]
- Cleis externa Kirsch, 1877 - Dresd. Mitt. 2: 130, tav. VII, fig. 1 - locus typicus: Nuova Guinea Occidentale[7]
- Damias clavata Pagenstecher, 1887 - Jahrb. Nass. Ver. f. Nat. 40: 229, tav. I, fig. 12 - locus typicus: Seram, Molucche, Indonesia[16]
- Damias evander (Stoll, 1780); Pagenstecher, 1887 - Jahrb. Nass. Ver. f. Nat. 40: 220[16]
- Damias evandra (Stoll, 1780); Pagenstecher, 1886 - CB. Iris 1: 41[17]
- Damias fasciata Röber, 1891, non Butler, 1877 - Tidjschr. v. Ent. 34: 323 - locus typicus: Ceram e Gorom[18]
- Papilio evander Stoll, 1780 - In: Cramer, Uitl. Kapellen 4: 83, tav. 331, figg. F, G - locus typicus: costa della (Nuova?) Guinea.[1]
- Pentila evander (Stoll, 1780); Westwood, 1851 - Gen. diurn. Lep. 2: 504[19]

## Conservazione
Nessuna specie appartenente a questo genere è stata inserita nella Lista rossa IUCN.

### Testi
- (EN) Barlow, H. S., An Introduction to the Moths of South East Asia, d'Abrera, B., Kuala Lumpur and Faringdon, U.K., The Malayan Nature Society and E.W. Classey, 1982,  pp. x+305; 50 pls, ISBN 9780860960188, OCLC 252308130.
- (EN) Capinera, J. L. (Ed.), Encyclopedia of Entomology, 4 voll., 2nd Ed., Dordrecht, Springer Science+Business Media B.V., 2008,  pp. lxiii + 4346, ISBN 978-1-4020-6242-1, LCCN 2008930112, OCLC 837039413.
- (EN) Doubleday, E., Pentila (PDF), in The genera of diurnal lepidoptera: comprising their generic characters, a notice of their habits and transformations, and a catalogue of the species of each genus, Westwood, J. O.; Hewitson, W. C. (ill.), Vol. 2, Londra, Longman, Brown, Green, and Longmans, 1851,  p. 534, DOI:10.5962/bhl.title.14057, ISBN non esistente, LCCN 06023215, OCLC 13714910.
- (DE) Geyer, C., Zuträge zur Sammlung exotischer Schmettlinge [sic]: bestehend in Bekundigung einzelner Fliegmuster neuer oder rarer nichteuropäischer Gattungen (PDF), Hübner, J., Vol. 4, Augusta, bey dem Verfasser zu finden, 1832  [1818-1837],  p. 17, DOI:10.5962/bhl.title.12439, ISBN non esistente, OCLC 19807810.
- (FR) Guérin-Méneville, F. É., part 2 [zoologie] (PDF), in Voyage autour du monde: exécuté par ordre du roi, sur la corvette de Sa Majesté, la Coquille, pendant les années 1822, 1823, 1824, et 1825, vol. 2, Parigi, Arthus Bertrand, 1825-1830  [1831],  p. 474, DOI:10.5962/bhl.title.57936, ISBN non esistente, LCCN 33000054, OCLC 10984504.
- (EN) Hampson, G. F., Family Pterothysanidae (PDF), in Blanford, W. T. (Ed.). The Fauna of British India, including Ceylon and Burma, Moths, vol. 1., Londra, Taylor & Francis, 1892,  pp. 430-432, DOI:10.5962/bhl.title.100745, ISBN non esistente, LCCN 01026626, OCLC 928803451.
- (DE) Holloway, J. D.; Bradley, J. D. & Carter, D. J., Lepidoptera, in Betts, C. R. (Ed.). CIE Guides to Insects of importance to Man, Vol. I, Londra, CAB International Institute of Entomology & British Museum (Natural History), 1987,  pp. 1-262, ISBN 9780851986050, OCLC 180474624.
- (EN) Horsfield, T., A Descriptive catalogue of the lepidopterous insects contained in the Museum of the honourable East-India company, illustrated by coloured figures of new species and of the metamorphosis of Indian lepidoptera, with introductory observations on a general arrangement of this order of insects (PDF), vol. 1, Londra, Parbury, Allen, & Co., 1828-29  [1928],  p. 144, DOI:10.5962/bhl.title.65381, ISBN non esistente, OCLC 51498099.
- (DE, LA) Hübner, J., Verzeichniss bekannter Schmettlinge (PDF), Augusta, Verfasser zu Finden, 1819  [1816-1826],  pp. 431+72, ISBN non esistente, LCCN 08022995, OCLC 24336897.
- (EN) Kirby, W., A synonymic catalogue of Lepidoptera Heterocera. (Moths) (PDF), Vol. 1. Sphinges and bombyces, Londra, Gurney & Jackson, 1892,  pp. xii; 951+45, DOI:10.5962/bhl.title.9152, ISBN non esistente, OCLC 3776591.
- (DE) Kobes, L. W. B., The Callidulidae of Sumatra, in Heterocera sumatrana, Vol. 6 - Limacodidae, Ratardidae, Callidulidae, Brahmaeidae, Lasiocampidae, Gottingen, Heterocera Sumatrana Society, 1990,  pp. 101-115, ISBN 9783925055096, OCLC 488100556.
- (EN) Kristensen, N. P. (Ed.), Handbuch der Zoologie / Handbook of Zoology, Band 4: Arthropoda - 2. Hälfte: Insecta - Lepidoptera, moths and butterflies, Kükenthal, W. (Ed.), Fischer, M. (Scientific Ed.), Teilband/Part 35: Volume 1: Evolution, systematics, and biogeography, ristampa 2013, Berlino, New York, Walter de Gruyter, 1999  [1998],  pp. x, 491, ISBN 978-3-11-015704-8, OCLC 174380917.
- (EN) Moore, F., Descriptions of new Indian lepidopterous insects from the collection of the late Mr. W.S. Atkinson. Rhopalocera, by William C. Hewitson. Heterocera, by Frederic Moore. With an introductory notice by Arthur Grote (PDF), Calcutta, Asiatic Society of Bengal, 1879,  pp. xi, 299; tavv. VIII, DOI:10.5962/bhl.title.5528, ISBN non esistente, LCCN 48034117, OCLC 557932674.
- (DE) Pagenstecher, A., Callidulidae, bearbeitet von dr. Arnold Pagenstecher - Mit 19 abbildungen (PDF), collana Das Tierreich, Vol. 17, Berlino, R. Friedländer und Sohn, 1902,  p. 21, DOI:10.5962/bhl.title.1237, ISBN non esistente, LCCN 06035713, OCLC 3623513.
- (EN) Scoble, M. J., The Lepidoptera: Form, Function and Diversity, seconda edizione, London, Oxford University Press & Natural History Museum, 2011  [1992],  pp. xi, 404, ISBN 978-0-19-854952-9, LCCN 92004297, OCLC 25282932.
- (EN) Seitz, A., Family: Callidulidae, in The Macrolepidoptera of the World, Vol. 10, Stoccarda, Verlag des Seitz'schen werkes (A. Kernen), 1924,  pp. 491-496, ISBN non esistente, LCCN unk82065024, OCLC 41184004.
- (NL) Stoll, C., Pieter Cramer. Aanhangsel van het werk, De uitlandsche kapellen, voorkomende in de drie waereld-deelen: Asia, Africa en America, door den Heere Pieter Cramer, vervattende naauwkeurige afbeeldingen van Surinaamsche rupsen en poppen; als mede van veele zeldzaame en nieuwe ontdekte uitlandsche dag- en nagt-kapellen (PDF), Vol. 4, Amsterdam, Chez Nic. Th. Gravius. libraire sur le Nieuwendyk, 1781,  pp. 252+29; 400 tavv., DOI:10.5962/bhl.title.43777, ISBN non esistente, OCLC 78458052.